# Keméry Pál
Keméry Pál (1930-ig Kempner) (Zirc, 1888. november 14.–Budapest, 1958.  január 30.) magyar katona, olimpikon, lovaglótanár és szakíró. Az 1936. évi nyári olimpia résztvevője díjlovaglásban.

## Élete
A közös hadseregben, mint huszártiszt teljesített szolgálatot. Sportoló lovasként a bécsi Lovagló Tanárképző Intézet növendéke. 1914-től 1915-ig Trencsénben szolgált. 1915-ben a magyar királyi XI. Őrzászlóalj és új táborának parancsnoka a kenyérmezői fogolytáborban. 1916-ban a hadifogoly csoportok parancsnoka a csóti hadifogolytáborban. 1926-ban Josipovich Zsigmonddal  a mesterével összeállították az „Utasítás a lovaglás, hajtás és málhásállatvezetés oktatására” című szabályzatot. A Magyar Lovas Szövetség egyik alapítója, az 1924-es megalakulástól kezdve aktívan részt vett a munkában. Az 1930-as években a Nemzetközi Lovas Szövetség (FEI) közgyűlésein ő képviselte Magyarországot.
1928-ban, mint az olimpiai keret tagja kiutazott Amszterdamba, de a díjlovagló csapat az utolsó pillanatban a versenyen való részvételt lemondta, így ezen az olimpián még csak tartalék volt. Az  1936. évi nyári olimpiai játékokon Berlinben a 6. helyezett díjlovagló csapat (Magasházy László, Pados Gusztáv 4090,0 pont) tagja volt. A díjlovaglás egyéni számában a 26. helyen végzett Csintalan nevű lován 1250,5 pontszámos értékeléssel. Csintalan süttevényi nevelésű 18 éves ló. A díjlovagló csapat tagjaként a magyar királyi honvédelmi miniszter dicséretben részesítette az olimpia után.
A második világháború után részt vett a Magyar Lovas Szövetség újjászervezésében. 1955-ben az olimpiára készülő versenyzők egyik edzője volt. Részt vett a „Díjlovaglás” és a „Lovaglás és hajtás” című szakkönyvek megírásában. Halála után több éven keresztül díjlovagló versenyszámot a nevével fémjelezve versenyként írtak ki. A Farkasréti temetőben (Új 4-5-26) helyezték örök nyugalomra. Sírja lejárt, nem váltották újra.